# Vodní nádrž Neustadt
Vodní nádrž Neustadt, známá také vodní nádrž Nordhausen (německy: Talsperre Neustadt nebo Nordhäuser Talsperre) je nejstarší přehrada v německém Durynsku. Přehrada je zásobárnou pitné vody města Nordhausen. Hráz je zakřivená gravitační přehrada z lomového kamene na Intzeho principu. Na přehradním jezeře je zakázáno jakékoli provozování vodních sportů a koupání.

## Historie
Přehrada byla postavena v letech 1904-1905 a mezi léty 1922-1923 byla její hráz zvednuta o dalších 5 metrů. Zatarasila volný průtok říčky Krebsbach. Provozovatelem přehrady je Thüringer Fernwasserversorgung.
Přehrada byla zrekonstruována mezi lety 1997 a 2001. Byla zesílena vodotěsná ochrana na návodní straně s asfaltovým betonem, proběhla inspekce chodníků a nepropustné deky.